# Lionel Messi
Artikeln följer den spanska namnseden; faderns efternamn är Messi och moderns efternamn Cuccittini.
Lionel Andrés "Leo" Messi Cuccittini (spanskt uttal: [ljoˈnel anˈdɾez ˈmesi] ( lyssna)), född 24 juni 1987 i Rosario, är en argentinsk fotbollsspelare som spelar för Inter Miami. Han representerar även Argentinas landslag. 
Messi har vunnit 45 titlar med de lag han har spelat för, vilket är flest i fotbollshistorien.
Messi innehar flera målrekord inom spansk och internationell fotboll och rankas av många som världshistoriens absolut bästa fotbollsspelare. Fyra år i rad – 2009, 2010, 2011 och 2012 – samt även 2015, 2019, 2021 och 2023 har han mottagit fotbollspriset Ballon d'Or som Årets bäste manlige fotbollsspelare i världen. Messi har även vunnit europeiska Guldskon sex gånger som bästa målgörare i Europas toppligor, vilket är fler än någon annan.

## Uppväxt
Lionel Messi föddes 1987 i staden Rosario, Argentina. Hans fars familj härstammar från den italienska staden Ancona, varifrån hans förfader, Angelo Messi, emigrerade till Argentina 1883. Som femåring började han spela för Grandoli, en argentinsk klubb som tränades av hans far, men år 1995 bytte han klubb – till Newell's Old Boys där han skulle komma att stanna de kommande fem åren.
Som 11-åring blev Messi diagnostiserad med en hormonsjukdom, brist på tillväxthormon, vilket hindrade hans kropp från att växa normalt. Vid den här tiden hade den argentinska klubben River Plate visat intresse för honom, men då varken klubben eller Messis föräldrar hade råd att betala för hormonbehandlingen valde familjen att i stället flytta till Barcelona. Barcelonas ungdomstränare Carles Rexach imponerades av den unge argentinaren och för att försäkra sig om att han inte skulle ansluta till någon annan klubb fick han honom att skriva under ett kontrakt på baksidan av en pappersservett. Barcelona erbjöd sig även att betala för Messis hormonbehandling, något som vid tiden skulle ha kostat familjen mycket pengar. Lionel Messi har sin far, Jorge Horacio Messi, som fotbollsagent.

## Klubbkarriär

### Tidiga år (FC Barcelona, A-lagsdebut)
Messi anslöt sig till storklubben Barcelona som 13-åring och blev då en del av klubbens U 14-lag. Under säsongen 2002/03 spelade han i klubbens U 16-lag tillsammans med bland andra Gerard Piqué och Cesc Fàbregas. Messi gjorde 37 mål på 30 matcher när laget vann alla tävlingar man ställde upp i och gick obesegrade genom säsongen.
Under den följande säsongen, 2003/04, gjorde Messi kometkarriär som den förste spelaren i klubbens historia att spela i fem olika lag under en säsong. Han inledde säsongen i klubbens U 19-B-lag men flyttades redan efter en match upp i U 19-A-laget där han skulle komma att husera under hösten. Den 16 november fick han debutera med senior-A-laget i en vänskapsmatch mot FC Porto, 16 år och 145 dagar gammal. Två veckor senare – efter 14 matcher och 21 mål i U 19-laget – flyttades han upp till C-laget, då hemmahörande i spanska fjärdedivisionen där han kom att spela totalt 8 matcher och göra 5 mål.
Den 6 mars flyttades han upp ytterligare ett steg, till klubbens B-lag i den spanska tredjedivisionen, där han dock gick från planen mållös under sina fem starter för laget. Den följande säsongen kom den officiella A-lagsdebuten (den 16 oktober 2004) i ett derby mot Espanyol, en match som Barcelona vann med 1–0. Ett halvår senare, den 1 maj 2005, gjorde Messi sitt första ligamål i en match mot det blivande andradivisionslaget Albacete Balompié. Han var då 17 år, 10 månader och 7 dagar vilket gjorde honom till den yngste målgöraren i klubbens La Liga-historia. Rekordet stod sig till år 2007, då det slogs av klubbkompisen Bojan Krkić – efter en assist från just Messi.

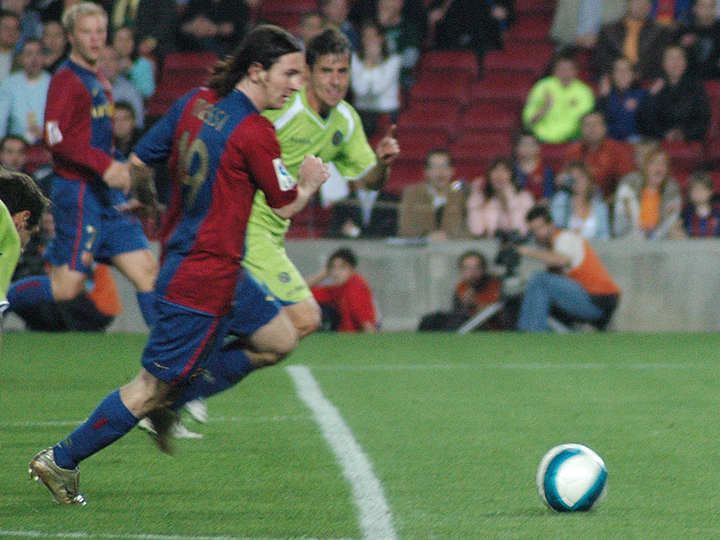
Lionel Messi strax före målet mot Getafe.

### Slutet av 00-talet (framgångar i La Liga och Champions League)
Efter att flera av Barcelonas spelare blivit skadade fick Messi mer speltid och blev snart en ordinarie spelare i laget. Som en följd av detta uppgraderades hans kontrakt i september 2005 till att gälla för nio år framåt. I september 2009 lades ytterligare två år till i kontraktet (–2016).

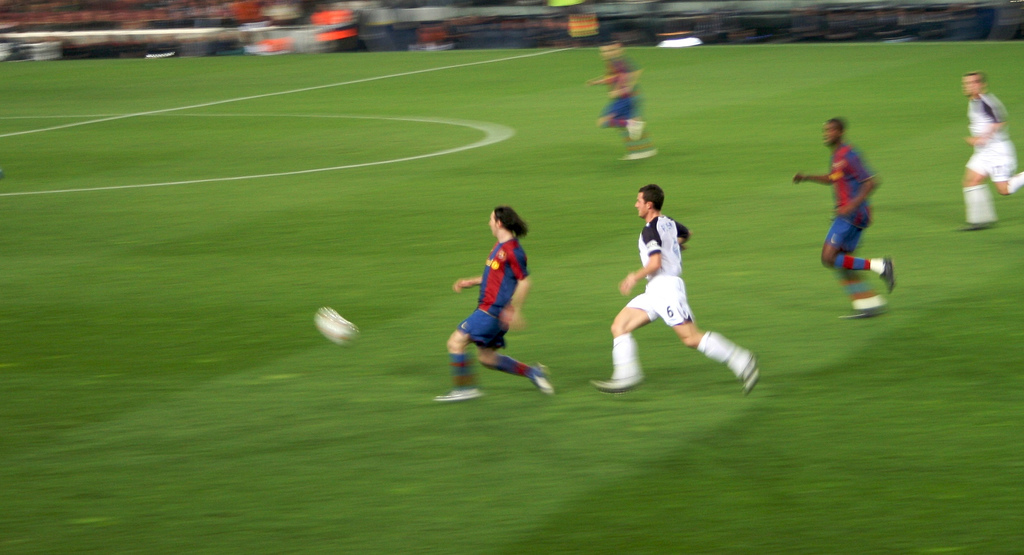
Lionel Messi i matchen mot Rangers.

Eftersom Barcelona säsongen 2005/06 fyllt sin kvot av spelare från länder utanför EU dröjde det fram till den 25 september, då Messi till sist erhållit spanskt medborgarskap, innan han kunde spela en La Liga-match. Halvvägs in i säsongen bytte han tröjnummer, från 30 till 19, på grund av spanska licensändringar. Messis Champions League-debut kom den 28 september 2005 mot italienska Udinese. Efter en framgångsrik säsong i 2005/06 års upplaga av Champions League kunde han inte spela i finalen mot Arsenal, som Barcelona vann. Anledningen var en skada i som uppkommit i åttondelsfinalen mot Chelsea.
Messis första säsonger i Barcelona var skadefyllda, men den 27 februari 2008 spelade han sin hundrade match för den katalanska klubben. Efter att ha nått stora framgångar räknades han redan då som en av världens bästa spelare och många klubbar sades vara intresserade av honom. Enligt flera rapporter ska till exempel Chelsea ha varit beredda att betala 80 miljoner pund för honom – alltså cirka 1,2 miljarder kronor.
Säsongen 2008/09 var Messis dittills bästa säsong i Barca-tröjan. Under nye tränaren Josep Guardiola vann man både ligan och spanska cupen och den 27 maj vann Barcelona också Champions League efter att ha besegrat Manchester United i finalen. Samuel Eto'o öppnade målskyttet med sitt 1–0-mål. I 71:a minuten slog Xavi ett inlägg, och efter att ha kommit loss från Manchester United-försvararen Rio Ferdinand kunde Messi avgöra med ett nickmål som seglade över målvakten Edwin van der Sar. Därmed fastställdes slutresultatet till 2–0.

### 2009–2012 (stöttepelare, ligakamp mot Real Madrid)
Den 18 september 2009 förlängde Messi sitt Barcelona-kontrakt till 2016. 2009 vann Messi Ballon d'Or med 473 poäng, före Cristiano Ronaldo med 240 poäng och Barcelonas Xavi med 170 poäng. 19 december avgjorde Lionel Messi Klubblags-VM genom att brösta in bollen i den andra förlängningsperioden mot argentinska Estudiantes.
Den 16 januari 2010 gjorde Messi sitt hundrade mål i Barcelona-tröjan, i en match mot Sevilla som Barça vann med 4–0. Han gjorde i den matchen även sitt 101:e mål.
Den 6 april 2010 gjorde Messi fyra mål i en Champions League-match mot Arsenal. Matchen slutade 4–1 och förde Barcelona fram till semifinalen säsongen 2009/2010. I den påföljande semifinalen slogs man dock ut av de italienska mästarna Inter med 2–3 sammanlagt (3–1 till Inter på Stadio Giuseppe Meazza och 1–0 till Barcelona på Camp Nou). Messi vann skytteligan säsongen 2009/2010 med 34 ligamål (totalt 47 mål), och i och med detta tangerade han klubbrekordet. Han vann också guldskon. Han vann även La Liga med Barcelona 2009/2010. Messi vann guldbollen både 2009 och 2010. Han vann Uefa Champions League 2010/2011 efter 3–1-vinsten över Manchester United i finalen på Wembley, där han gjorde 2–1-målet. Totalt producerade Messi 53 mål för Barcelona under säsongen.
Säsongen 2011/2012 inleddes med finalen i den spanska supercupen där Barcelona ställdes mot cupmästarna och ärkerivalerna Real Madrid. Barcelona vann med sammanlagt 5–4 (2–2 i Madrid och 3–2 i Barcelona), där Messi gjorde två mål i returmötet i Barcelona. I december skulle Barcelona delta i VM för klubblag eftersom man var regerande Champions League-mästare. I finalen mötte Barcelona Santos FC från Brasilien. Förutom att mästarna från Europa och Sydamerika ställdes mot varandra, handlade mycket i förhandsspekulationerna om "matchen i matchen" mellan Messi och det nya brasilianska stjärnskottet Neymar. Barcelona vann dock enkelt med 4–0, och Messi gjorde två mål..
I säsongens första ligamatch mot Real Madrid vann Barcelona med 3–1, men Messi gick mållös från planen, men assisterade första målet till Alexis Sanchez.
Den 7 mars 2012 gjorde Messi hela fem mål när Barcelona på hemmaplan besegrade tyska Bayer Leverkusen med 7–1 i en åttondelsfinal i Champions League. Messis notering på fem mål i en enskild Champions League-match är nytt rekord för turneringen.. Efter matchen hyllades Messi världen över och flera profiler i fotbollsvärlden, såväl aktiva som före detta världsstjärnor, menade att Messi är "den bäste spelaren genom tiderna", bättre än till och med Pelé och Maradona.
20 mars 2012 gjorde Messi tre mål i en ligamatch mot Granada som Barcelona vann med 5–3. Messis tredje mål var mål nummer 234 som Barça-spelare, och han blev därmed den spelare som gjort flest mål i tävlingsmatcher för Barcelona.
Vad gäller klubbtitlar lyckades Barcelona inte vare sig vinna spanska ligan eller försvara sin Champions League-titel säsongen 2011/2012. Man kom tvåa efter Real Madrid och blev utslagen av Chelsea i semifinalen av Champions League. Men man vann Copa Del Rey där man slog Athletic Club med 3-0 där Messi stod för ett av målen vilket också var Pep Guardiolas sista match som tränare för Barcelona. Messi fortsatte emellertid att ösa in mål. Han gjorde otroliga 50 mål i spanska ligan (nytt rekord under en säsong) och totalt 73 mål alla matcher inräknade – rekord inom europeisk fotboll.

### 2012–2016
På fotbollsplanen fortsatte Messi under hösten att göra mål i fortsatt snabb takt. Den 9 december, i en bortamatch mot Real Betis, gjorde Messi två mål på 26 minuter och slog därmed Gerd Müllers målrekord från 1972 på 85 mål under ett kalenderår. Messi hade så dags gjort 91 mål på ett kalenderår. Efter 15 spelade omgångar i spanska ligan hade Barcelona skaffat sig en sexpoängsledning före Atlético Madrid och 11 poäng före Real Madrid. Messi hade fram till dess gjort 23 mål och skaffat sig en rejäl ledning i skytteligan. Med ett målsnitt på imponerande 1,53 mål per match är han på väg att slå det La Liga-rekord på 50 mål under en säsong som han själv satte säsongen 2011/2012. För argentinska landslaget gjorde Messi 12 mål. Lionel Messi avslutade kalenderåret 2012 med att göra ett mål mot Real Valladolid. Han hamnade för kalenderåret på sammanlagt 91 mål, vilket även det var rekord. Den 7 januari 2013 vann Messi Ballon D'or för fjärde året i rad (före Ronaldo och Iniesta), något som ingen annan spelare lyckats med. Senare kom Barcelona att vinna La liga.
Messi kom under säsongen 2013/14 tvåa i Ballon D'or, efter Cristiano Ronaldo, och slutade på andra plats i skytteligan.
Den 26 september 2015 skadade Messi sig i en match mot Las Palmas och han återkom sedan 21 november mot Real Madrid, en match som Barcelona vann med 4–0. I januari 2016 vann Messi Ballon D'or 2015. Messi gjorde även sitt 300:e mål i La Liga i en match mot Sporting Gijon.

### 2016–2021
Efter ligasäsongen 2017/18 avslutade Andrés Iniesta sin spelarkarriär i FC Barcelona. Därefter övertog Messi Iniestas lagkaptensbindel.
Den 5 augusti 2021 bekräftade FC Barcelona att Messi inte kommer att skriva ett nytt kontrakt för storklubben. Anledningen var klubbens ekonomiska besvär. 

### 2021–2023
Den 10 augusti 2021 skrev Messi på kontrakt för Ligue 1-klubben Paris Saint-Germain (PSG), och kontraktet sträcker sig över två år med möjlighet till ett års förlängning. Han gjorde sitt första mål för klubben i en Champions League-match mot Manchester City den 28 september 2021. Messi vann två ligatitlar och en inhemsk cuptitel med PSG under sina två säsonger i klubben.

### 2023–
Den 15 juli 2023 bekräftade den amerikanska klubben Inter Miami att Messi hade skrivit på ett kontrakt till slutet av 2025. Messi debuterade för klubben den 22 juli i en Leagues Cup-match mot Cruz Azul då han hoppade in i andra halvlek och avgjorde matchen med en frispark i 94:e minuten. Han gjorde sin första start för Inter Miami den 26 juli och lyckades hjälpa laget till en 4-0-seger mot Atlanta United i Leagues Cup genom att göra två mål och en assist. Den 20 augusti vann han sin första titel med Inter Miami efter att ha slagit Nashville SC i Leagues Cup-finalen. Messi gjorde sitt tionde mål i turneringen under ordinarie matchtid, vilket resulterade i att han vann skytteligan, och satte en straff i straffsparksläggningen. I och med denna seger blev Messi den spelare i fotbollshistorien som har vunnit flest officiella titlar – totalt 44.

## Internationell karriär

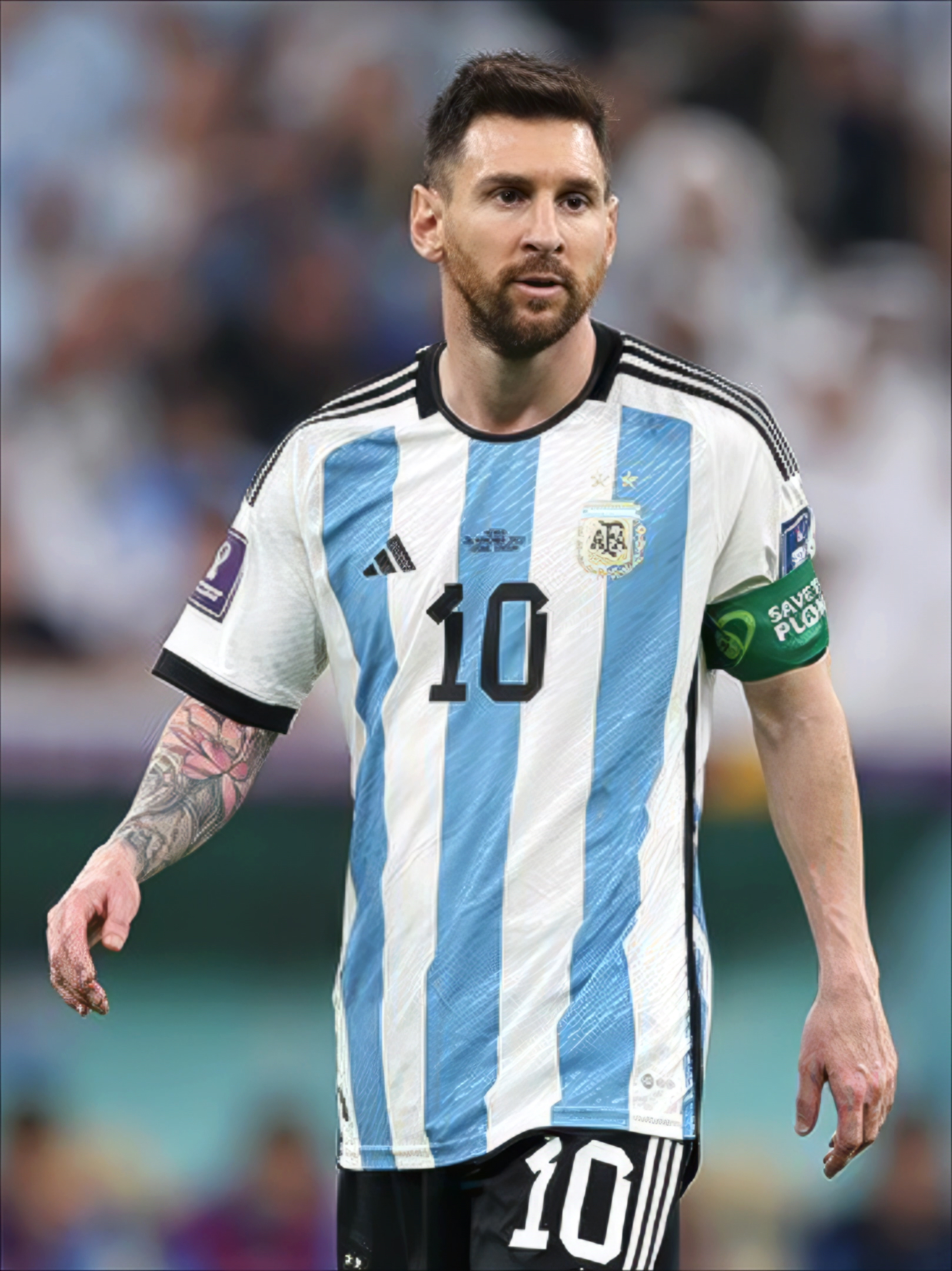
Lionel Messi, 2022.

Efter att Messi fått spanskt medborgarskap 2005 erbjöds han en plats i Spaniens landslag. Då han hellre spelade för hemlandet Argentina tackade han dock nej.
Messi debuterade för Argentinas U20-landslag i en vänskapsmatch mot Paraguay 2004. Året efter medverkade han i U20-VM i Nederländerna. Mästerskapet var en stor framgång för honom då Argentina vann turneringen; Messi toppade skytteligan med sex mål och blev dessutom framröstad till turneringens bästa spelare.

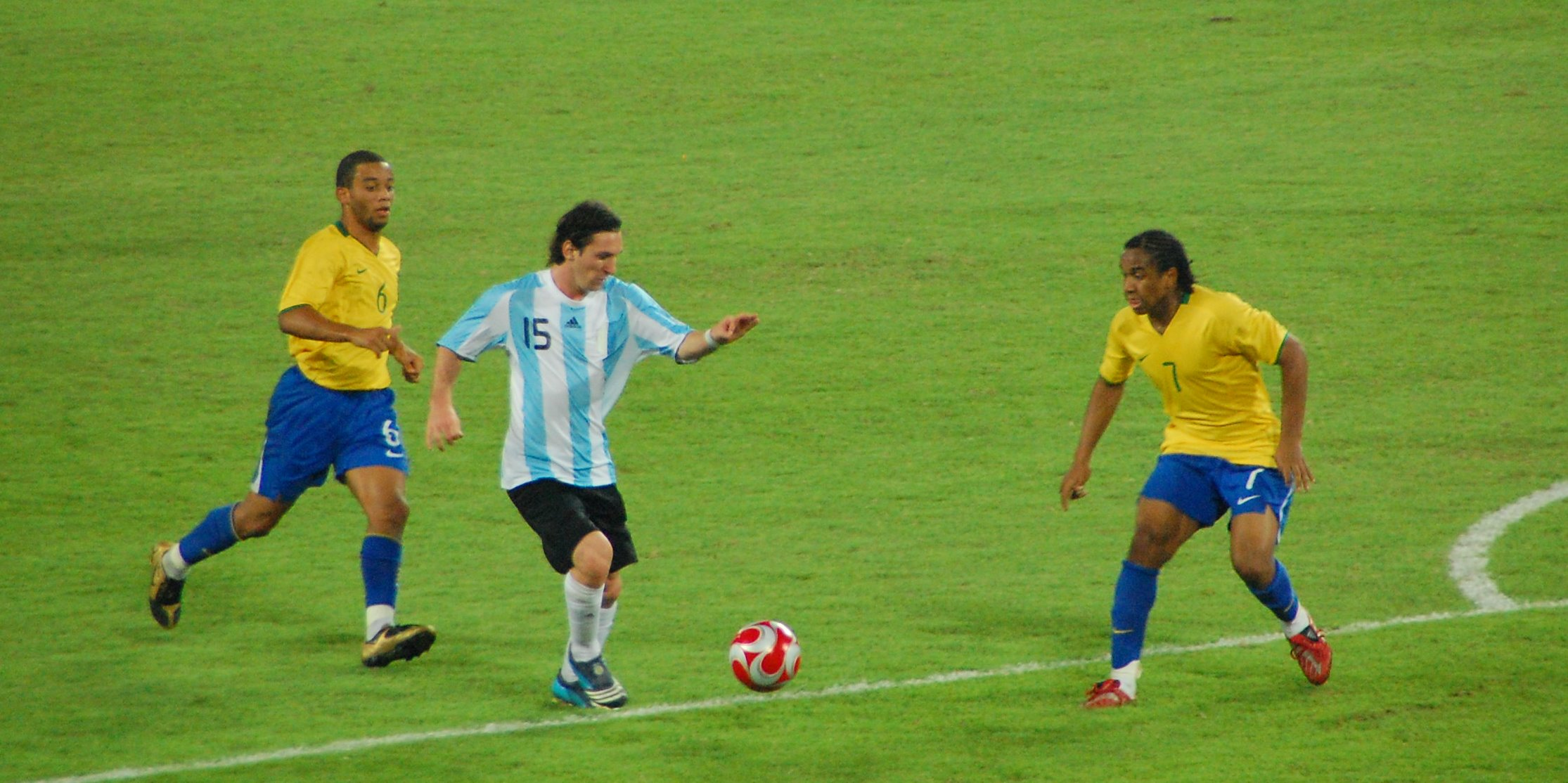
Messi mot Brasilien under de olympiska spelen 2008.

Messis debut för seniorlandslaget gick sämre. Han gjorde sin entré den 17 augusti 2005 då han byttes in i den 63:e minuten i en match mot Ungern, men fick lämna planen redan efter 47 sekunder till följd av ett rött kort. Han hade då blivit utvisad efter att ha armbågat Vilmos Vanczák, som dragit i Messis tröja. Trots den dåliga starten fortsatte förbundet att ha förtroende för Messi och han ingick i Argentinas VM-trupp 2006. Han gjorde sitt första inhopp i turneringen den 15 maj i en match mot Serbien och Montenegro. Messi gjorde då det sista målet i Argentinas 6–0-vinst; han blev därmed den yngsta målgöraren i turneringen och den sjätte yngsta i VM:s historia. Messi satt dock på bänken i kvartsfinalen när Argentina slogs ut av hemmanationen Tyskland.
I VM 2010 åkte Argentina ut i kvartsfinal, återigen besegrade av Tyskland. Messi lämnade turneringen mållös.  
Copa América på hemmaplan 2011 gick inte heller Argentinas eller Messis väg; man började med två oavgjorda matcher innan man slutligen vann sista gruppspelsmatchen med 3–0 mot Costa Rica och Messi spelade fram till två av målen. När turneringen gick in i kvartsfinalfas ställdes Argentina mot Uruguay och återigen spelade Messi fram till ett Argentina-mål, men Uruguay gjorde också mål och efter en mållös förlängning blev det straffsparkar och där föll Argentina efter att Carlos Tevez missat sin straffspark. Messi lämnade återigen en turnering mållös. 
Under Copa América Centenario 2016 blev Messi i samband med semifinalen mot USA Argentinas bäste målskytt genom tiderna. Han gjorde där sitt 55:e mål och passerade därmed Gabriel Batistuta. Det målet blev även nominerat till Fifa Puskás Award.
2021 ledde Messi Argentina till guld i Copa América, vilket var hans första titel med Argentinas seniorlag. Messi vann skytteligan och utsågs till turneringens bästa spelare. Han tog sin andra titel med landslaget då Argentina slog Italien med 3-0 i Finalissima 2022. Messi gjorde två assist i matchen och valdes till matchens lirare.
2022 gjorde Messi två mål i VM-finalen mot Frankrike och hjälpte Argentina att bli världsmästare för tredje gången i landets historia. Messi utsågs även till turneringens bästa spelare av Fifa. Hans sju mål i turneringen 2022, vilket resulterade i att han tog emot silverskon som turneringens näst bästa målgörare, innebar också att han passerade fotbollslegendaren Pelé i antal gjorda VM-mål och hamnade på fjärde plats över de bästa målgörarna i turneringens historia. Messi blev dessutom, i och med finalen, den spelaren som spelat flest matcher i VM-historien.
Messis målfacit i landslaget 2022 blev 18 mål på 14 landskamper.

### U-20-landslaget
| Nr | Datum           | Arena                                       | Motståndare | Mål | Resultat | Tävling                                 |
| -- | --------------- | ------------------------------------------- | ----------- | --- | -------- | --------------------------------------- |
| 1  | 13 januari 2005 | Estadio Centanario, Armenia, Colombia       | Venezuela   | 2–0 | 3–0      | Sydamerikanska ungdomsmästerskapet 2005 |
| 2  | 15 januari 2005 | Estadio Palogrande, Manizales, Ecuador      | Bolivia     | 2–0 | 4–0      | Sydamerikanska ungdomsmästerskapet 2005 |
| 3  | 15 januari 2005 | Estadio Palogrande, Manizales, Ecuador      | Bolivia     | 3–0 | 4–0      | Sydamerikanska ungdomsmästerskapet 2005 |
| 4  | 21 januari 2005 | Estadio Palogrande, Manizales, Ecuador      | Peru        | 5–0 | 6–0      | Sydamerikanska ungdomsmästerskapet 2005 |
| 5  | 6 februari 2005 | Estadio Palogrande, Manizales, Ecuador      | Brasilien   | 2–1 | 4–1      | Sydamerikanska ungdomsmästerskapet 2005 |
| 6  | 14 juni 2005    | De Grolsch Veste, Enschede, Nederländerna   | Egypten     | 1–0 | 2–0      | Ungdoms-VM 2005                         |
| 7  | 22 juni 2005    | Univé Stadion, Emmen, Nederländerna         | Colombia    | 1–1 | 2–1      | Ungdoms-VM 2005                         |
| 8  | 24 juni 2005    | De Grolsch Veste, Enschede, Nederländerna   | Spanien     | 3–1 | 3–1      | Ungdoms-VM 2005                         |
| 9  | 28 juni 2005    | Stadion Galgenwaard, Utrecht, Nederländerna | Brasilien   | 1–0 | 2–1      | Ungdoms-VM 2005                         |
| 10 | 2 juli 2005     | Stadion Galgenwaard, Utrecht, Nederländerna | Nigeria     | 1–0 | 2–1      | Ungdoms-VM 2005                         |
| 11 | 2 juli 2005     | Stadion Galgenwaard, Utrecht, Nederländerna | Nigeria     | 2–1 | 2–1      | Ungdoms-VM 2005                         |

### U-23-landslaget
| Kronologisk lista över landskampsmål – Argentinas olympiska fotbollslag | Kronologisk lista över landskampsmål – Argentinas olympiska fotbollslag | Kronologisk lista över landskampsmål – Argentinas olympiska fotbollslag | Kronologisk lista över landskampsmål – Argentinas olympiska fotbollslag | Kronologisk lista över landskampsmål – Argentinas olympiska fotbollslag | Kronologisk lista över landskampsmål – Argentinas olympiska fotbollslag | Kronologisk lista över landskampsmål – Argentinas olympiska fotbollslag | Kronologisk lista över landskampsmål – Argentinas olympiska fotbollslag | Kronologisk lista över landskampsmål – Argentinas olympiska fotbollslag |
| Nr                                                                      | Datum                                                                   | Spelplats                                                               | Hemmalag                                                                | Resultat                                                                | Bortalag                                                                | Mål                                                                     | Evenemang                                                               |                                                                         |
| ----------------------------------------------------------------------- | ----------------------------------------------------------------------- | ----------------------------------------------------------------------- | ----------------------------------------------------------------------- | ----------------------------------------------------------------------- | ----------------------------------------------------------------------- | ----------------------------------------------------------------------- | ----------------------------------------------------------------------- | ----------------------------------------------------------------------- |
| 1                                                                       | 07/08/2008                                                              | Shanghai-stadion, Shanghai, Kina                                        | Elfenbenskusten                                                         | 1 – 2                                                                   | Argentina                                                               | 0–1                                                                     | Sommar-OS 2008                                                          |                                                                         |
| 2                                                                       | 16/08/2008                                                              | Shanghai-stadion, Shanghai, Kina                                        | Argentina                                                               | 2 – 1                                                                   | Nederländerna                                                           | 1–0                                                                     | Sommar-OS 2008                                                          |                                                                         |

### Seniorlandslaget
| Nr | Datum             | Arena                                                            | Motståndare             | Mål | Resultat | Tävling                           |
| -- | ----------------- | ---------------------------------------------------------------- | ----------------------- | --- | -------- | --------------------------------- |
| 1  | 1 mars 2006       | St. Jakob-Park, Basel, Schweiz                                   | Kroatien                | 2–1 | 2–3      | Vänskapsmatch                     |
| 2  | 16 juni 2006      | VM-Stadion Gelsenkirchen, Gelsenkirchen, Tyskland                | Serbien och Montenegro  | 6–0 | 6–0      | VM 2006                           |
| 3  | 5 juni 2007       | Camp Nou, Barcelona, Spanien                                     | Algeriet                | 2–2 | 4–3      | Vänskapsmatch                     |
| 4  | 5 juni 2007       | Camp Nou, Barcelona, Spanien                                     | Algeriet                | 4–2 | 4–3      | Vänskapsmatch                     |
| 5  | 8 juli 2007       | Estadio Metropolitano de Fútbol de Lara, Barquisimeto, Venezuela | Peru                    | 2–0 | 4–0      | Copa América 2007                 |
| 6  | 11 juli 2007      | Estadio Cachamay, Puerto Ordaz, Venezuela                        | Mexiko                  | 2–0 | 3–0      | Copa América 2007                 |
| 7  | 16 oktober 2007   | Estadio José Pachencho Romero, Maracaibo, Venezuela              | Venezuela               | 2–0 | 2–0      | Kvalmatch till VM i fotboll 2010. |
| 8  | 20 november 2007  | Estadio El Campin, Bogotá, Colombia                              | Colombia                | 1–0 | 1–2      | Kvalmatch till VM i fotboll 2010. |
| 9  | 4 juni 2008       | Qualcomm Stadium, San Diego, USA                                 | Mexiko                  | 2–0 | 4–1      | Vänskapsmatch.                    |
| 10 | 11 oktober 2008   | Estadio Monumental, Buenos Aires, Argentina                      | Uruguay                 | 1–0 | 2–1      | Kvalmatch till VM i fotboll 2010. |
| 11 | 11 februari 2009  | Stade Vélodrome, Marseille, Frankrike                            | Frankrike               | 2–0 | 2–0      | Vänskapsmatch                     |
| 12 | 28 mars 2009      | Estadio Monumental, Buenos Aires, Argentina                      | Venezuela               | 1–0 | 4–0      | Kvalmatch till VM i fotboll 2010. |
| 13 | 14 november 2009  | Estadio Vicente Calderón, Madrid, Spanien                        | Spanien                 | 1–1 | 1–2      | Vänskapsmatch.                    |
| 14 | 7 september 2010  | Estadio Monumental, Buenos Aires, Argentina                      | Spanien                 | 1–0 | 4–1      | Vänskapsmatch                     |
| 15 | 17 november 2010  | Khalifa International Stadium, Doha, Qatar                       | Brasilien               | 1–0 | 1–0      | Vänskapsmatch                     |
| 16 | 9 februari 2011   | Stade de Genève, Genève, Schweiz                                 | Portugal                | 2–1 | 2–1      | Vänskapsmatch                     |
| 17 | 20 juni 2011      | Estadio Monumental, Buenos Aires, Argentina                      | Albanien                | 2–0 | 4–0      | Vänskapsmatch                     |
| 18 | 7 oktober 2011    | Estadio Monumental, Buenos Aires, Argentina                      | Chile                   | 2–0 | 4–1      | Kvalmatch till VM i fotboll 2014. |
| 19 | 15 november 2011  | Estadio Metropolitano Roberto Meléndez, Barranquilla, Colombia   | Colombia                | 1–1 | 2–1      | Kvalmatch till VM i fotboll 2014. |
| 20 | 29 februari 2012  | Stade de Suisse, Bern, Schweiz                                   | Schweiz                 | 0–1 | 1–3      | Vänskapsmatch                     |
| 21 | 29 februari 2012  | Stade de Suisse, Bern, Schweiz                                   | Schweiz                 | 1–2 | 1–3      | Vänskapsmatch                     |
| 22 | 29 februari 2012  | Stade de Suisse, Bern, Schweiz                                   | Schweiz                 | 1–3 | 1–3      | Vänskapsmatch                     |
| 23 | 2 juni 2012       | Estadio Monumental, Buenos Aires, Argentina                      | Ecuador                 | 3–0 | 4–0      | Kvalmatch till VM i fotboll 2014. |
| 24 | 9 juni 2012       | MetLife Stadium, East-Rutherford, USA                            | Brasilien               | 1–1 | 4–3      | Vänskapsmatch                     |
| 25 | 9 juni 2012       | MetLife Stadium, East-Rutherford, USA                            | Brasilien               | 2–1 | 4–3      | Vänskapsmatch                     |
| 26 | 9 juni 2012       | MetLife Stadium, East-Rutherford, USA                            | Brasilien               | 4–3 | 4–3      | Vänskapsmatch                     |
| 27 | 15 augusti 2012   | Commerzbank-Arena, Frankfurt, Tyskland                           | Tyskland                | 0–2 | 1–3      | Vänskapsmatch                     |
| 28 | 7 september 2012  | Estadio Mario Alberto Kempes, Cordoba, Argentina                 | Paraguay                | 3–1 | 3–1      | Kvalmatch till VM i fotboll 2014. |
| 29 | 12 oktober 2012   | Estadio Malvinas Argentinas, Mendoza, Argentina                  | Uruguay                 | 1–0 | 3–0      | Kvalmatch till VM i fotboll 2014. |
| 30 | 12 oktober 2012   | Estadio Malvinas Argentinas, Mendoza, Argentina                  | Uruguay                 | 3–0 | 3–0      | Kvalmatch till VM i fotboll 2014. |
| 31 | 16 oktober 2012   | Estadio Nacional, Santiago, Chile                                | Chile                   | 2–0 | 2–1      | Kvalmatch till VM i fotboll 2014. |
| 32 | 22 mars 2013      | Estadio Monumental, Buenos Aires, Argentina                      | Venezuela               | 2–0 | 3–0      | Kvalmatch till VM i fotboll 2014. |
| 33 | 14 juni 2013      | Estadio Mateo Flores, Guatemala City, Guatemala                  | Guatemala               | 1–0 | 4–0      | Vänskapsmatch.                    |
| 34 | 14 juni 2013      | Estadio Mateo Flores, Guatemala City, Guatemala                  | Guatemala               | 3–0 | 4–0      | Vänskapsmatch.                    |
| 35 | 14 juni 2013      | Estadio Mateo Flores, Guatemala City, Guatemala                  | Guatemala               | 4–0 | 4–0      | Vänskapsmatch.                    |
| 36 | 10 september 2013 | Estadio Defensores del Chaco, Asunción, Paraguay                 | Paraguay                | 1–0 | 5–2      | Kvalmatch till VM i fotboll 2014. |
| 37 | 10 september 2013 | Estadio Defensores del Chaco, Asunción, Paraguay                 | Paraguay                | 4–1 | 5–2      | Kvalmatch till VM i fotboll 2014. |
| 38 | 7 juni 2014       | Estadio Ciudad de La Plata, La Plata, Argentina                  | Slovenien               | 2–0 | 2–0      | Vänskapsmatch.                    |
| 39 | 15 juni 2014      | Maracanã, Rio de Janeiro, Brasilien                              | Bosnien och Hercegovina | 2–0 | 2–1      | VM 2014.                          |
| 40 | 21 juni 2014      | Mineirão, Belo Horizonte, Brasilien                              | Iran                    | 1–0 | 1–0      | VM 2014.                          |
| 41 | 25 juni 2014      | Estádio Beira-Rio, Porto Alegre, Brasilien                       | Nigeria                 | 1–0 | 3–2      | VM 2014.                          |
| 42 | 25 juni 2014      | Estádio Beira-Rio, Porto Alegre, Brasilien                       | Nigeria                 | 2–1 | 3–2      | VM 2014.                          |
| 43 | 14 oktober 2014   | Hong Kong Stadium, So Kon Po, Hongkong                           | Hongkong                | 5–0 | 7–0      | Vänskapsmatch.                    |
| 44 | 14 oktober 2014   | Hong Kong Stadium, So Kon Po, Hongkong                           | Hongkong                | 7–0 | 7–0      | Vänskapsmatch.                    |
| 45 | 12 november 2014  | Boleyn Ground, London, England                                   | Kroatien                | 2–1 | 2–1      | Vänskapsmatch.                    |
| 46 | 13 juni 2015      | Estadio La Portada, La Serena, Chile                             | Paraguay                | 2–0 | 2–2      | Copa América 2015.                |
| 47 | 4 september 2015  | BBVA Compass Stadium, Houston, USA                               | Bolivia                 | 5–0 | 7–0      | Vänskapsmatch.                    |
| 48 | 4 september 2015  | BBVA Compass Stadium, Houston, USA                               | Bolivia                 | 6–0 | 7–0      | Vänskapsmatch.                    |
| 49 | 8 september 2015  | AT&T Stadium, Arlington, USA                                     | Mexiko                  | 2–2 | 2–2      | Vänskapsmatch.                    |
| 37 | 10 september 2013 | Estadio Defensores del Chaco, Asunción, Paraguay                 | Paraguay                | 4–1 | 5–2      | Kvalmatch till VM i fotboll 2014. |
| 38 | 7 juni 2014       | Estadio Ciudad de La Plata, La Plata, Argentina                  | Slovenien               | 2–0 | 2–0      | Vänskapsmatch.                    |
| 39 | 15 juni 2014      | Maracanã, Rio de Janeiro, Brasilien                              | Bosnien och Hercegovina | 2–0 | 2–1      | VM 2014.                          |
| 40 | 21 juni 2014      | Mineirão, Belo Horizonte, Brasilien                              | Iran                    | 1–0 | 1–0      | VM 2014.                          |
| 41 | 25 juni 2014      | Estádio Beira-Rio, Porto Alegre, Brasilien                       | Nigeria                 | 1–0 | 3–2      | VM 2014.                          |
| 42 | 25 juni 2014      | Estádio Beira-Rio, Porto Alegre, Brasilien                       | Nigeria                 | 2–1 | 3–2      | VM 2014.                          |
| 43 | 14 oktober 2014   | Hong Kong Stadium, So Kon Po, Hongkong                           | Hongkong                | 5–0 | 7–0      | Vänskapsmatch.                    |
| 44 | 14 oktober 2014   | Hong Kong Stadium, So Kon Po, Hongkong                           | Hongkong                | 7–0 | 7–0      | Vänskapsmatch.                    |
| 45 | 12 november 2014  | Boleyn Ground, London, England                                   | Kroatien                | 2–1 | 2–1      | Vänskapsmatch.                    |
| 46 | 13 juni 2015      | Estadio La Portada, La Serena, Chile                             | Paraguay                | 2–0 | 2–2      | Copa América 2015.                |
| 47 | 4 september 2015  | BBVA Compass Stadium, Houston, USA                               | Bolivia                 | 5–0 | 7–0      | Vänskapsmatch.                    |
| 48 | 4 september 2015  | BBVA Compass Stadium, Houston, USA                               | Bolivia                 | 6–0 | 7–0      | Vänskapsmatch.                    |
| 49 | 8 september 2015  | AT&T Stadium, Arlington, USA                                     | Mexiko                  | 2–2 | 2–2      | Vänskapsmatch.                    |
| 37 | 10 september 2013 | Estadio Defensores del Chaco, Asunción, Paraguay                 | Paraguay                | 4–1 | 5–2      | Kvalmatch till VM i fotboll 2014. |
| 38 | 7 juni 2014       | Estadio Ciudad de La Plata, La Plata, Argentina                  | Slovenien               | 2–0 | 2–0      | Vänskapsmatch.                    |
| 39 | 15 juni 2014      | Maracanã, Rio de Janeiro, Brasilien                              | Bosnien och Hercegovina | 2–0 | 2–1      | VM 2014.                          |
| 40 | 21 juni 2014      | Mineirão, Belo Horizonte, Brasilien                              | Iran                    | 1–0 | 1–0      | VM 2014.                          |
| 41 | 25 juni 2014      | Estádio Beira-Rio, Porto Alegre, Brasilien                       | Nigeria                 | 1–0 | 3–2      | VM 2014.                          |
| 42 | 25 juni 2014      | Estádio Beira-Rio, Porto Alegre, Brasilien                       | Nigeria                 | 2–1 | 3–2      | VM 2014.                          |
| 43 | 14 oktober 2014   | Hong Kong Stadium, So Kon Po, Hongkong                           | Hongkong                | 5–0 | 7–0      | Vänskapsmatch.                    |
| 44 | 14 oktober 2014   | Hong Kong Stadium, So Kon Po, Hongkong                           | Hongkong                | 7–0 | 7–0      | Vänskapsmatch.                    |
| 45 | 12 november 2014  | Boleyn Ground, London, England                                   | Kroatien                | 2–1 | 2–1      | Vänskapsmatch.                    |
| 46 | 13 juni 2015      | Estadio La Portada, La Serena, Chile                             | Paraguay                | 2–0 | 2–2      | Copa América 2015.                |
| 47 | 4 september 2015  | BBVA Compass Stadium, Houston, USA                               | Bolivia                 | 5–0 | 7–0      | Vänskapsmatch.                    |
| 48 | 4 september 2015  | BBVA Compass Stadium, Houston, USA                               | Bolivia                 | 6–0 | 7–0      | Vänskapsmatch.                    |
| 49 | 8 september 2015  | AT&T Stadium, Arlington, USA                                     | Mexiko                  | 2–2 | 2–2      | Vänskapsmatch.                    |
| 50 | 29 mars 2016      | Estadio Mario Alberto Kempes, Córdoba, Argentina                 | Bolivia                 | 2–0 | 2–0      | Kvalmatch till VM i fotboll 2018. |
| 51 | 10 juni 2016      | Soldier Field, Chicago, USA                                      | Panama                  | 2–0 | 5–0      | Copa América Centenario.          |
| 52 | 10 juni 2016      | Soldier Field, Chicago, USA                                      | Panama                  | 2–0 | 5–0      | Copa América Centenario.          |
| 53 | 10 juni 2016      | Soldier Field, Chicago, USA                                      | Panama                  | 4–0 | 5–0      | Copa América Centenario.          |
| 54 | 18 juni 2016      | Gillette Stadium, Foxborough, USA                                | Venezuela               | 3–0 | 4–1      | Copa América Centenario.          |
| 55 | 25 juni 2016      | NRG Stadium, Houston, USA                                        | USA                     | 2–0 | 4–0      | Copa América Centenario.          |
| 56 | 1 september 2016  | Estadio Malvinas Argentinas, Mendoza, Argentina                  | Uruguay                 | 1–0 | 1–0      | Kvalmatch till VM i fotboll 2018. |
| 57 | 15 november 2016  | Estadio San Juan del Bicentenario, San Juan, Argentina           | Colombia                | 1–0 | 3–0      | Kvalmatch till VM i fotboll 2018. |
| 58 | 23 mars 2017      | Estadio Antonio V. Liberti, Buenos Aires, Argentina              | Chile                   | 1–0 | 1–0      | Kvalmatch till VM i fotboll 2018. |
| 59 | 10 oktober 2017   | Estadio Olímpico Atahualpa, Quito, Ecuador                       | Ecuador                 | 1–1 | 3–1      | Kvalmatch till VM i fotboll 2018. |
| 60 | 10 oktober 2017   | Estadio Olímpico Atahualpa, Quito, Ecuador                       | Ecuador                 | 2–1 | 3–1      | Kvalmatch till VM i fotboll 2018. |
| 61 | 10 oktober 2017   | Estadio Olímpico Atahualpa, Quito, Ecuador                       | Ecuador                 | 3–1 | 3–1      | Kvalmatch till VM i fotboll 2018  |
| 62 | 29 maj 2018       | La Bombonera, Buenos Aires, Argentina                            | Haiti                   | 1–0 | 4–0      | Vänskapsmatch.                    |
| 63 | 29 maj 2018       | La Bombonera, Buenos Aires, Argentina                            | Haiti                   | 2–0 | 4–0      | Vänskapsmatch.                    |
| 64 | 29 maj 2018       | La Bombonera, Buenos Aires, Argentina                            | Haiti                   | 3–0 | 4–0      | Vänskapsmatch.                    |
| 65 | 26 juni 2018      | Krestovskij stadion, Sankt Petersburg, Ryssland                  | Nigeria                 | 1–0 | 2–1      | VM 2018                           |

## Övrigt
Lionel Messi har blivit utsedd till världens bäste spelare fyra år i rad, 2009–2012, samt 2015, 2019, 2021 och 2023 då han tog emot Ballon d'Or. I början av karriären användes han mest som högerytter i Barcelonas 4-3-3-uppställning. Under tiden som Pep Guardiola var tränare för Barcelona så fick hade Messi rollen som en falsk nia anfallare. Världsmästaren och landsmannen Osvaldo Ardiles har kallat honom "en spegelbild av Maradona".
Messi är en av de allra rikaste bland aktiva sportsmän. År 2010 beräknade tidningen France Football hans totala inkomst (lön från klubblaget, sponsorintäkter med mera) vara 31 miljoner euro, cirka 300 miljoner kronor. 19 december 2012 meddelade Barcelona att man förlängt Messis kontrakt fram till sommaren 2018; kontraktet ger Messi en grundlön (efter skatt) på motsvarande 21 miljoner US-dollar per år (drygt 140 miljoner kronor). Med en beräknad totalinkomst på 33 miljoner euro år, motsvarande drygt 300 miljoner kronor, år 2012 var Messi den bäst betalde fotbollsspelaren i världen.
Vid sidan av fotbollsplanen driver Messi en stiftelse – Fundación Leo Messi – som erbjuder medicinsk hjälp och utbildning till barn i familjer med små ekonomiska resurser.
Messis klassiska högerytterposition, som tidigare använts mycket i Barcelona och landslaget Argentina, har på senare tid förändrats. Mauricio Pochettino, före detta tränare i Paris-Saint Germain, har använt honom mer i form av en falsk nia eller inom fotbollssynonymer en ”10”.
Den 2 november 2012 blev Messi far, då han tillsammans med sin flickvän Antonella Roccuzzo fick sonen Thiago.

## Meriter
| Lagmeriter                                                              | Lagmeriter    | Lagmeriter                                                                                                   |
| Argentina U20                                                           | Argentina U20 | Argentina U20                                                                                                |
| ----------------------------------------------------------------------- | ------------- | --- |
| U20-VM                                                                  | (1)           | 2005 |
| Argentina                                                               |               | |
| Olympiska spelen                                                        | (1)           | 2008 |
| Copa América                                                            | (2)           | 2007 (2:a plats), 2015 (2:a plats), 2016 (2:a plats), 2019 (3:e plats), 2021 (1:a plats)2024(1:a plats)      |
| Finalissima                                                             | (1)           | 2022 |
| Fotbolls-VM                                                             | (1)           | 2014 (2:a plats), 2022 (1:a plats)                                                                           |
| FC Barcelona                                                            |               | |
| La Liga                                                                 | (10)          | 2004/2005, 2005/2006, 2008/2009, 2009/2010, 2010/2011, 2012/2013, 2014/2015, 2015/2016, 2017/2018, 2018/2019 |
| Uefa Champions League                                                   | (4)           | 2005/2006, 2008/2009, 2010/2011, 2014/2015                                                                   |
| Supercopa de España                                                     | (8)           | 2005, 2006, 2009, 2010, 2011, 2013, 2016, 2018                                                               |
| Copa del Rey                                                            | (7)           | 2008/2009, 2011/2012, 2014/2015, 2015/2016, 2016/2017, 2017/2018, 2020/2021                                  |
| Uefa Super Cup                                                          | (3)           | 2009, 2011, 2015                                                                                             |
| Klubblags-VM                                                            | (3)           | 2009, 2011, 2015                                                                                             |
| Individuella meriter                                                    |               | |
| Golden Ball: Fifa U-20 World Cup                                        | (1)           | 2005 |
| Golden Boot: Fifa U-20 World Cup                                        | (1)           | 2005 |
| Golden Boy                                                              | (1)           | 2005 |
| Olimpia De Plata (årets argentinska fotbollsspelare)                    | (14)          | 2005, 2007, 2008, 2009, 2010, 2011, 2012, 2013, 2015, 2016, 2017, 2019, 2020, 2021                           |
| FIFA Pro World Young Player of the Year                                 | (3)           | 2006, 2007, 2008                                                                                             |
| World Soccer Young Player of the Year                                   | (1)           | 2006 |
| Fifpro World XI                                                         | (12)          | 2007, 2008, 2009, 2010, 2011, 2012, 2013, 2014, 2015, 2016, 2017, 2018                                       |
| Trofeo Bravo                                                            | (1)           | 2007 |
| UEFA Team of the Year                                                   | (9)           | 2008, 2009, 2010, 2011, 2012, 2014, 2015, 2016, 2017                                                         |
| Premios LFP - La Ligas bästa fotbollsspelare - La Ligas bästa anfallare | (7)           | 2008/2009, 2009/2010, 2010/2011, 2011/2012, 2012/2013, 2014/2015, 2015/2016                                  |
| Trofeo EFE: Bästa utländska spelare i La Liga                           | (5)           | 2006/2007, 2008/2009, 2009/2010, 2010/2011, 2011/2012                                                        |
| Ballon d'Or                                                             | (8)           | 2009, 2010, 2011, 2012, 2015, 2019, 2021, 2023                                                               |
| Sports Illustrated Latino – årets idrottsman                            | (1)           | 2007 |
| UEFA club forward of the year                                           | (1)           | 2009 |
| UEFA club player of the year                                            | (1)           | 2009 |
| Pichichi (skyttekung i La Liga)                                         | (8)           | 2009/2010, 2011/2012, 2012/2013, 2016/2017, 2017/2018, 2018/2019, 2019/2020, 2020/2021                       |
| Europeiska Guldskon                                                     | (6)           | 2009/2010, 2011/2012, 2012/2013, 2016/2017, 2017/2018, 2018/2019                                             |
| Olimpia de Oro (årets argentinska idrottsman)                           | (1)           | 2011 |
| UEFA Best Player in Europe Award                                        | (2)           | 2011, 2015                                                                                                   |
| Guldbollen: Fotbolls-VM                                                 | (2)           | 2014, 2022                                                                                                   |
| Silverskon: Fotbolls-VM                                                 | (1)           | 2022 |
| Bästa spelare i Copa América                                            | (2)           | 2015, 2021                                                                                                   |
| Årets lag i La Liga                                                     | (7)           | 2009, 2010, 2011, 2012, 2013, 2015, 2016                                                                     |

## Klubbstatistik
| Klubb                                                    | Säsong            | Inhemsk liga      | Inhemsk liga | Inhemsk liga | Nat. täv. | Nat. täv. | Internat. täv. | Internat. täv. | Totalt | Totalt |
| Klubb                                                    | Säsong            | Serie             | SM           | Mål          | SM        | Mål       | SM             | Mål            | SM     | Mål    |
| -------------------------------------------------------- | ----------------- | ----------------- | ------------ | ------------ | --------- | --------- | -------------- | -------------- | ------ | ------ |
| FC Barcelona B                                           | 2003–04           | 2a División       | 5            | 0            | 0         | 0         | 0              | 0              | 5      | 0      |
| FC Barcelona B                                           | 2004–05           | 2a División       | 17           | 6            | 0         | 0         | 0              | 0              | 17     | 6      |
| FC Barcelona B                                           | Totalt i klubblag | Totalt i klubblag | 22           | 6            | 0         | 0         | 0              | 0              | 22     | 6      |
| FC Barcelona                                             | 2004–05           | La Liga           | 7            | 1            | 1         | 0         | 1              | 0              | 9      | 1      |
| FC Barcelona                                             | 2005–06           | La Liga           | 17           | 6            | 2         | 1         | 6              | 1              | 25     | 8      |
| FC Barcelona                                             | 2006–07           | La Liga           | 26           | 14           | 4         | 2         | 6              | 1              | 36     | 17     |
| FC Barcelona                                             | 2007–08           | La Liga           | 28           | 10           | 3         | 0         | 9              | 6              | 40     | 16     |
| FC Barcelona                                             | 2008–09           | La Liga           | 31           | 23           | 8         | 6         | 12             | 9              | 51     | 38     |
| FC Barcelona                                             | 2009–10           | La Liga           | 35           | 34           | 4         | 3         | 14             | 10             | 53     | 47     |
| FC Barcelona                                             | 2010–11           | La Liga           | 33           | 31           | 9         | 10        | 13             | 12             | 55     | 53     |
| FC Barcelona                                             | 2011–12           | La Liga           | 37           | 50           | 9         | 6         | 14             | 17             | 60     | 73     |
| FC Barcelona                                             | 2012–13           | La Liga           | 32           | 46           | 7         | 6         | 11             | 8              | 50     | 60     |
| FC Barcelona                                             | 2013–14           | La Liga           | 31           | 28           | 8         | 5         | 7              | 8              | 46     | 41     |
| FC Barcelona                                             | 2014–15           | La Liga           | 38           | 43           | 6         | 5         | 13             | 10             | 57     | 58     |
| FC Barcelona                                             | 2015–16           | La Liga           | 33           | 26           | 7         | 6         | 9              | 9              | 49     | 41     |
| FC Barcelona                                             | 2016–17           | La Liga           | 34           | 37           | 9         | 6         | 9              | 11             | 52     | 54     |
| FC Barcelona                                             | 2017–18           | La Liga           | 36           | 34           | 6         | 4         | 10             | 6              | 52     | 44     |
| FC Barcelona                                             | 2018–19           | La Liga           | 34           | 36           | 5         | 3         | 10             | 12             | 49     | 51     |
| FC Barcelona                                             | Totalt i klubblag | Totalt i klubblag | 452          | 419          | 88        | 63        | 144            | 120            | 684    | 602    |
| Antal matcher och mål är korrekt per den 31 augusti 2019 |                   |                   |              |              |           |           |                |                |        |        |